# Carly Simon
Carly Elisabeth Simon (født 25. juni 1945) er en amerikansk singer-songwriter samt børnebogsforfatter. Hun brød igennem i begyndelsen af 1970'erne med en serie hits, heriblandt "Anticipation" (1971), "You're So Vain" (1971), "Haven't Got Time for the Pain" (1974), "Mockingbird" (1974, sammen med James Taylor) og "Nobody Does It Better" (1977, fra filmen The Spy Who Loved Me). Fra begyndelsen af karrieren er hun især placeret i for pop- og adult contemporary-genrerne, og hun har således haft 24 sange på Billboard Hot 100 og 28 på Adult Contemporary-hitlisten.
Carly Simon har skrevet og sunget en række sange til film. Blandt de mest kendte er nok "Coming Around Again" og "Itsy Bitsy Spider" til Til ægteskabet os skiller (1986) og "Let the River Run" til Working Girl (1988). For sidstnævnte sang vandt hun både Golden Globe og Oscar for bedste sang samt Grammy for bedste filmsang. I 1994 blev hun optaget i Songwriters Hall of Fame og i 2004 i Grammy Hall of Fame for "You're So Vain".

## Liv og karriere

### Opvækst og karrierens begyndelse
Simon er sammen med to ældre søstre og en lillebror vokset op i en velstående familie i New York. Hun er datter af Andrea og Richard L. Simon, medgrundlægger af forlaget Simon & Schuster. Begge forældre var musikalske, moderen var sanger og faderen pianist. I midten af 1960'erne dannede hun sammen med søsteren Lucy duoen "The Simon Sisters", der udgav tre album, men Lucy blev gift og valgte at koncentrere sig om sin familie. I slutningen af 1960'erne indspillede Carly Simon musik til et par soloalbum, der dog aldrig blev udsendt. Hun var kortvarigt forsanger i Elephant's Memory. 

### 1970'erne
I 1970 fik Simon en pladekontrakt med Elektra Records, og hendes første album udkom i 1971. Herpå var findes nummeret "That's the Way I've Always Heard It Should Be", der blev et top-ti hit, men med hendes tredje album, No Secrets, fra 1972 kom det store gennembrud. Herpå findes blandt andet hendes største hit "You're So Vain", en sang der fra starten har været omgærdet med stor mystik.
Samme år blev hun gift med kollegaen James Taylor, med hvem hun de følgende år fik to børn. Hun fortsatte med at udgive plader, men salget dalede langsomt. Hendes næststørste hit til dato kom, da hun sang "Nobody Does It Better", der stammer fra James Bond-filmen The Spy Who Loved Me fra 1977. Sammen med Taylor engagerede hun sig i tiden efter ulykken på atomkraftanlægget på Tremileøen i anti-atomkraft-bevægelsen sammen med en række andre musikere, og det resulterede i en slags festival afholdt i 1979, der er dokumenteret i form af en film og et album med titlen No Nukes.

### 1980'erne og frem
I 1980 udgav hun albummet Come Upstairs, og under en efterfølgende turné brød hun i oktober 1981 sammen på scenen under en koncert efter et angstanfald, og det betød, at hun i det store hele stoppede med koncertaktiviteter. Hun udgav dog fortsat plader, og op gennem 1980'erne fik hun succes med filmmusik, blandt andet til Working Girl og Til ægteskabet os skiller. I 1987 gav hun en enkelt udendørs koncert på Martha's Vineyard, som blev optaget og udgivet af HBO. Mod slutningen af årtiet begyndte hun endvidere at skrive børnebøger.
Op gennem 1990'erne fortsatte Carly Simon med at indspille plader, heriblandt også albums med standardnumre, men efter at have fået konstateret brystkræft i 1998 med efterfølgende behandling gik hendes aktivitetsniveau igen i ned i en periode. Hun kom dog tilbage igen og er fortsat i gang med at skrive og indspille musik. Hun gav i mange år kun enkelte koncerter, men i 2005 drog hun på turné igen sammen med børnene Ben og Sally Taylor.

### "You're So Vain"
Lige siden udgivelsen har denne sang været genstand for gætterier. Sangen handler om jeg-personens forhold til en mand, der tilhører jetsettet og er rig, men også forfængelig. Gætterierne går på, hvem denne mand kan være. Carly Simon selv har aldrig afsløret det, og med årene er det blevet en helt sport at prøve at finde ud af det. Blandt de navne, der er gættet på, er: Mick Jagger, Warren Beatty, Cat Stevens og Kris Kristofferson. Hun har afsløret, at den ikke handler om James Taylor, og hun har i de seneste år afsløret en smule: Der er 'a', 'e' og 'r' i navnet på den, sangen handler om. Hun har også i forbindelse med en velgørenhedsauktion udbudt afsløringen af hemmeligheden til højestbydende, dog mod højtideligt løfte om, at køberen aldrig afslørede navnet. Auktionen indbragte $50.000.

## Privatliv
Carly Simon blev 3. november 1972 gift med sanger-sangskriverkollegaen James Taylor, og sammen fik de børnene Sally (født 1974) og Ben (født 1977), men Taylor havde problemer med stofmisbrug gennem flere år, og efter en separation blev parret skilt i 1983.
I 1987 blev hun gift med forretningsmanden James Hart; parret blev skilt i 2007.
Siden omkring 2006 har Simon haft et forhold til kirurgen Richard Koehler, og parret har i flere år boet i hendes hjem på øen Martha's Vineyard.
I 2015 udgav hun selvbiografien Boys in the Trees.

## Diskografi
Carly Simon har udgivet følgende studiealbum:
- Carly Simon (1971)
- Anticipation (1971)
- No Secrets (1972)
- Hotcakes (1974)
- Playing Possum (1975)
- Another Passenger (1976)
- Boys in the Trees (1978)
- Spy (1979)
- Come Upstairs (1980)
- Torch (1981)
- Hello Big Man (1983)
- Spoiled Girl (1985)
- Coming Around Again (1987)
- My Romance (1990)
- Have You Seen Me Lately (1990)
- Letters Never Sent (1994)
- Film Noir (1997)
- The Bedroom Tapes (2000)
- Christmas Is Almost Here (2002)
- Moonlight Serenade (2005)
- Into White (2007)
- This Kind of Love (2008)
- Never Been Gone (2009)

## Hits
Dette er et udvalg af Carly Simons hits med årstal og bedste hitlisteplacering i parentes:
- "That's the Way I've Always Heard It Should Be" (1971, nr. 6)
- "Anticipation" (1972, nr. 3)
- "You're So Vain" (1973, nr. 1)
- "The Right Thing to Do" (1973, nr. 4)
- "Mockingbird" – med James Taylor (1974, nr. 5)
- "Haven't Got Time For the Pain" (1974, nr. 2)
- "Nobody Does It Better" (1977, nr. 1)
- "You Belong to Me" (1978, nr. 4)
- "Devoted to You" – med James Taylor (1978, nr. 2)
- "Coming Around Again" (1986, nr. 5)
- "Better Not Tell Her" (1990, nr. 4)
- "Let It Snow" (2005, nr. 6)

## Priser og hædersbevisninger
- 1971: Grammy Award som bedste nye kunstner
- 1988: Oscar for bedste sang: Let the River Run fra Working Girl
- 1989: Golden Globe for bedste originalsang: Let the River Run
- 1990: Grammy for bedste sang skrevet til film eller tv: Let the River Run
- 1994: Optaget i Songwriters Hall of Fame